# Taťjana Rujgová
Taťjana Rudolfovna Rujgová (rusky: Татьяна Рудольфовна Руйга, * 11. května 1978 Krasnojarsk) je bývalá ruská reprezentantka ve sportovním lezení. Dvojnásobná mistryně světa a trojnásobná vítězka světového poháru v lezení na rychlost.
V lezení na obtížnost získala dvě stříbrné medaile na mistrovství světa juniorů.

## Výkony a ocenění
- 2004: nominace na Světové hry 2005, kde získala bronz
- 2007: jako druhá lezkyně získala v celkovém hodnocení světového poháru tři zlaté medaile v lezení na rychlost

### Závodní výsledky
| Světové hry | Světové hry |
| Rok         | 2005        |
| ----------- | ----------- |
| Rychlost    | 3           |

| Mistrovství světa | Mistrovství světa | Mistrovství světa | Mistrovství světa | Mistrovství světa | Mistrovství světa | Mistrovství světa | Mistrovství světa |
| Rok               | 1995              | 1997              | 1999              | 2003              | 2005              | 2007              | 2009              |
| ----------------- | ----------------- | ----------------- | ----------------- | ----------------- | ----------------- | ----------------- | ----------------- |
| Obtížnost         | 36-38             |                   |                   |                   |                   |                   |                   |
| Rychlost          | 4                 | 1                 | 9-16              | 2                 | 14-16             | 1                 | 15                |

- 2009: 22.-23. na 15m cestě na rychlost

| Světový pohár       | Světový pohár | Světový pohár | Světový pohár | Světový pohár | Světový pohár | Světový pohár | Světový pohár | Světový pohár | Světový pohár | Světový pohár |
| Rok                 | 1994          | 1995          | 1996          | 1999          | 2000          | 2003          | 2004          | 2005          | 2006          | 2007          |
| ------------------- | ------------- | ------------- | ------------- | ------------- | ------------- | ------------- | ------------- | ------------- | ------------- | ------------- |
| Rychlost            |               |               |               |               |               |               | 1             |               | 1             | 1             |
| jednotlivě* (x/x/x) |               |               |               |               |               |               |               |               |               |               |

* poznámka: nahoře jsou poslední závody v roce
| Mistrovství světa juniorů | Mistrovství světa juniorů | Mistrovství světa juniorů | Mistrovství světa juniorů |
| Rok                       | 1994 kat. A               | 1995 kat. A               | 1997 juniorky             |
| ------------------------- | ------------------------- | ------------------------- | ------------------------- |
| Obtížnost                 | 4                         | 2                         | 2                         |

| Evropský pohár juniorů | Evropský pohár juniorů | Evropský pohár juniorů |
| Rok                    | 1996 juniorky          | 1997 juniorky          |
| ---------------------- | ---------------------- | ---------------------- |
| Obtížnost              |                        |                        |
| jednotlivě*            | Bronzová medaile       | Bronzová medaile       |

* poznámka: nahoře jsou poslední závody v roce